# Gelichter
Gelichter (Neutrum; althochdeutsch lëhtar, gilëhter, ‚Gebärmutter‘, eigentlich ‚Ort des Liegens‘, von liegen abgeleitet; siebenbürgisch Geläfter, d. i. eines von einem Paar, davon mittelhochdeutsch gelichtergit, m. Angehöriger derselben Familie; oberdeutsch Glifter) ist eine heute überkommene Bezeichnung, mit der man die Abfälligkeit gegenüber einer Person oder mehreren Personen bekunden möchte.
Der Begriff findet nur gegenüber Personen oder personifizierten Dingen Anwendung.
Jagdsprachlich wird Gelichter auch als Sammelbegriff für Krähen, Elstern und Eichelhäher genutzt.

## Definitionen
In Krünitz’ Oeconomischer Encyclopädie handelt es sich um ein Wort, „welches nur im gem. Leben, im verächtlichen Verstande, und mit den Vorwörtern mein, dein, sein u. s. f. in der zweyten Endung gebraucht wird.“ Er widerspricht darin der von Gottsched hergeleiteten Bedeutung vom Worte Licht.
Nach Georges Kleinem deutsch-lateinischen Handwörterbuch wird der Begriff ebenfalls im verächtlichen Sinne auf Menschen angewandt.
Eberhard führt in seinem Synonymischen Handwörterbuch zu der verächtlichen Bedeutung näher aus, dass der Begriff namentlich Verwendung finde, um „Leute von niedriger Gesinnung, niedrigem oder verbrecherischem Gewerbe zu bezeichnen.“ Ursprünglich habe es „keinen üblen Nebensinn“ gehabt, da „noch Karl August von Weimar und Wieland sagten: Leute unsers Gelichters (d. i. unserer Art).“ Er zitiert dazu aus Schillers Die Räuber „Aber soll er dir einen Landjunker schröpfen, der seine Bauern wie das Vieh abschindet … oder sonst ein Herrchen von dem Gelichter — Kerl! da ist er dir in seinem Element“. (Schiller, Räuber II, 3)